# Mošnov, Ostrava Airport
Mošnov, Ostrava Airport – stacja kolejowa przy terminalu ostrawskiego lotniska w pobliżu miejscowości Mošnov, w kraju morawsko-śląskim, w Czechach. Leży na linii kolejowej nr 390.
Stacja powstała wraz z nową linią kolejową prowadzącą na ostrawskie lotnisko (linia ta została wybudowana w latach 2013–2014, pierwsze połączenie kolejowe uruchomiono 13 kwietnia 2015 roku). Jest to jedyna i zarazem końcowa stacja tej linii. Hala peronowa stacji połączona jest łącznikiem z terminalem lotniska.